# La Chapelle-Hugon
La Chapelle-Hugon è un comune francese di 392 abitanti situato nel dipartimento del Cher, nella regione del Centro-Valle della Loira.

## Società

### Evoluzione demografica
Abitanti censiti